# Protea compacta
Protea compacta es una especie de arbusto perteneciente a la familia Proteaceae. Es nativa de Sudáfrica donde crece en zonas cercanas al mar hasta una altura de 100 m s. n. m.

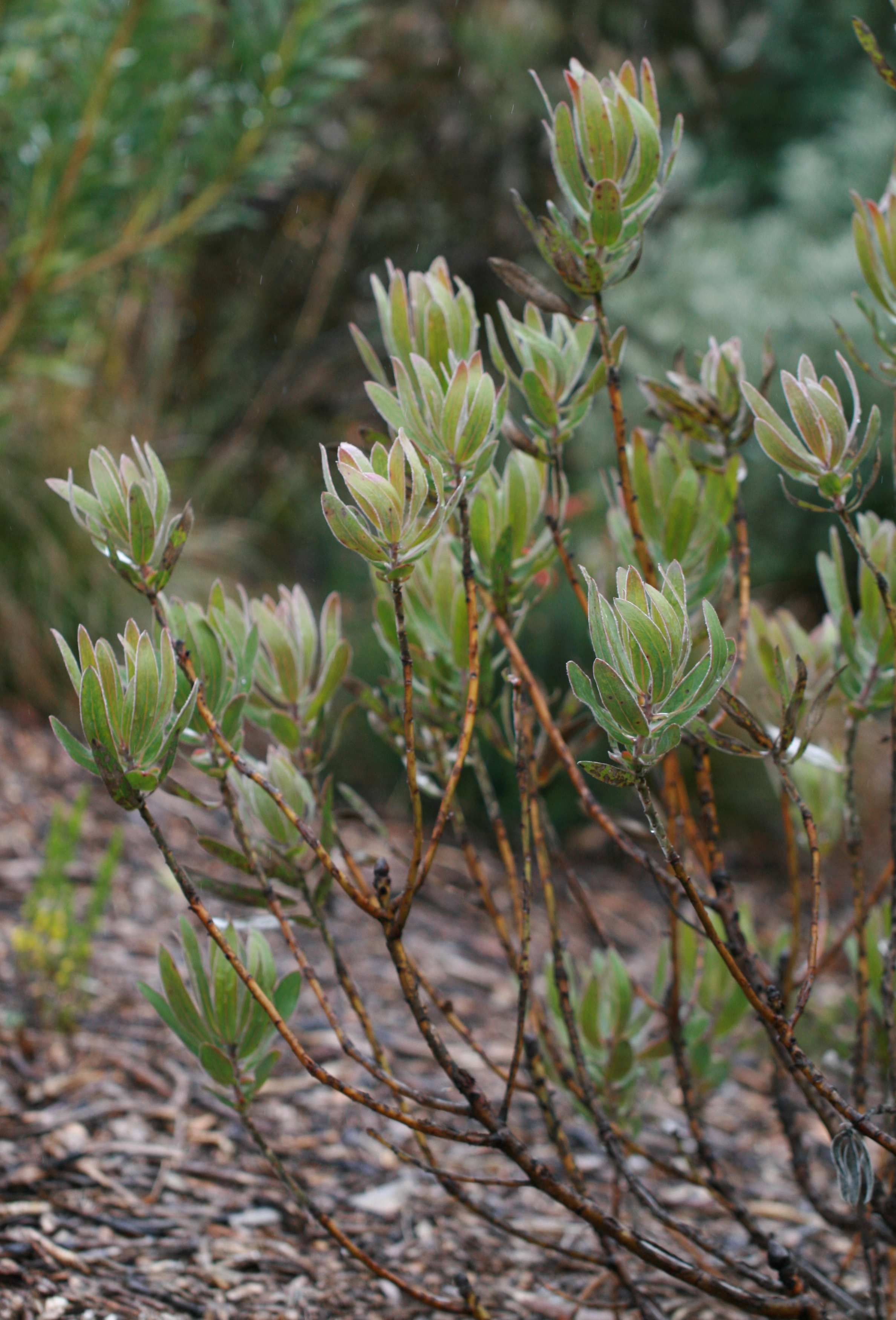
Vista del arbusto

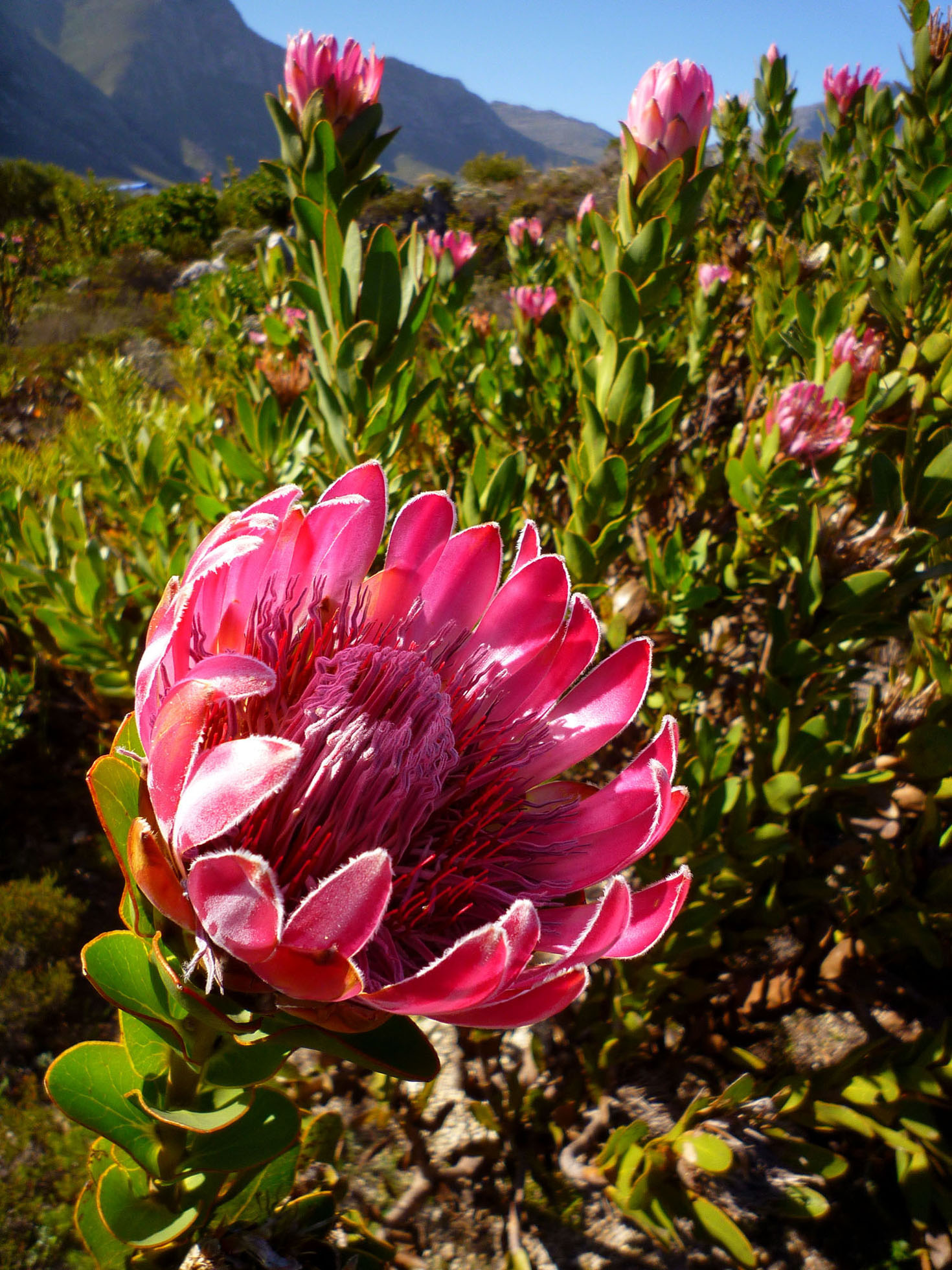
Planta con flor

## Descripción
Es un arbusto con tallos simples que alcanza los 2-3,5 metros de altura. Las hojas son curvadas, ovadas o lanceoladas de 5-13 cm de longitud y 2-5,5 de ancho, las jóvenes son suaves y tomentosas y coriáceas cuando maduran. Las inflorescencias de 9-12 cm de longitud y 7-10 cm de ancho, tienen el involucro de brácteas de color rosa, estas brácteas son curvadas y rodean las flores de color rosado.
Esta especie es altamente social y se agrupa en grandes colonias de miles de plantas.

## Taxonomía
Protea compacta fue descrito por Robert Brown y publicado en Philosophical Magazine and Journal x: 76. 1810.
Etimología
Protea: nombre genérico que fue creado en 1735 por Carlos Linneo en honor al dios de la mitología griega Proteo que podía cambiar de forma a voluntad, dado que las proteas tienen muchas formas diferentes. 
compacta: epíteto latíno que significa "compacta".
Sinonimia
- Protea triandra Schltr. [3]